# Nobelio
Il nobelio è l'elemento chimico della tavola periodica che ha come simbolo No e come numero atomico il 102.

## Storia
Il nobelio venne scoperto e identificato, in maniera non ambigua, nell'aprile 1958 a Berkeley, da Albert Ghiorso, Torbjørn Sikkeland, John R. Walton e Glenn Theodore Seaborg, che usarono una nuova tecnica a doppia ritrazione. Venne usato un acceleratore lineare di ioni pesanti (HILAC) per bombardare un sottile obiettivo di curio (95% 244Cm e 5% 246Cm) con ioni di carbonio-12 per produrre nobelio-102 in base alla reazione 246Cm(12C, 4n). Prende il nome da Alfred Nobel, scopritore della dinamite e fondatore del premio omonimo.
Nel 1957 ricercatori di Stati Uniti, Gran Bretagna e Svezia annunciarono la scoperta di un isotopo dell'elemento 102 con emivita di 10 minuti a 8,5 MeV, come risultato del bombardamento di 244Cm con nuclei di 13C. Sulla base di questi esperimenti, il nome Nobelio venne assegnato e accettato dalla "Commissione sui pesi atomici" della IUPAC.
L'accettazione del nome fu prematura perché sia i tentativi dei sovietici che degli statunitensi esclusero la possibilità di un isotopo dell'elemento 102 con emivita di 10 minuti in vicinità degli 8,5 MeV. I primi lavori del 1957 sulla ricerca di questo elemento, all'Istituto Kurčatov nell'Unione Sovietica, furono guastati dall'assegnazione di una radiazione alfa a 8,9 ± 0,4 MeV con emivita da 2 a 40 secondi, che era troppo indefinita per sostenere le pretese di scoperta.
Esperimenti confermatori condotti a Berkeley nel 1966 hanno mostrato l'esistenza di 254-102 con emivita di 55 s, 252-102 con emivita di 2,3 s, e 257-102 con emivita di 23 s.
Seguendo la tradizione di dare il diritto di assegnazione del nome agli scopritori, il gruppo di Berkeley nel 1967 suggerì che venisse dato il nome nobelio assieme al simbolo No.

## Isotopi
Sono conosciuti 10 isotopi del nobelio, uno dei quali ha emivita di 3 minuti.